# Феррера, Винченцо
Винченцо Феррера (итал. Vincenzo Ferrera; род. 21 апреля 1973, Палермо) — итальянский актёр.

## Биография и творчество
Родился в Палермо 21 апреля 1973 года.
С подросткового возраста проявлял большой интерес к актёрскому мастерству. Начал принимать участие в театральных остановках сразу после окончания школы. Он вошел в мир кинематографа из школы театра Teatro Biondo и труппы Gruppo della Rocca.
В 2008 году в роли Стефано Марторана он участвовал в мыльной опере компании Rai 3 — Agrodolce.
В числе других известных работ Винченцо Феррера: ролm Винченцо Ли Мули фильм в фильме «Gli angeli di Borsellino» режиссёрf Рокко Касарео (2003), участие в мини-сериале «Un papà quasi perfetto» режиссёра Маурицио Дель’Орсо, в котором она является одним из главных героев вместе с Микеле Плачидо, а также в других фильмах.

## Фильмография
На итальянском языке:
| - Monella (1998) - Rose e pistole (1998) - I fetentoni (1999) - Quartetto (2001) - La rivincita (2002) | - La repubblica di San Gennaro (2003) - Alla fine della notte (2003) - …e dopo cadde la neve (2005) - Amore e libertà — Masaniello (2006) - L’amore buio (2010) | - Breve storia di lunghi tradimenti (2012) - Ma che bella sorpresa (2015) - Adesso tocca a me (2017) - La mia banda suona il pop (2020) - La notte più lunga dell’anno (2022) |